# Unterzeitlarn

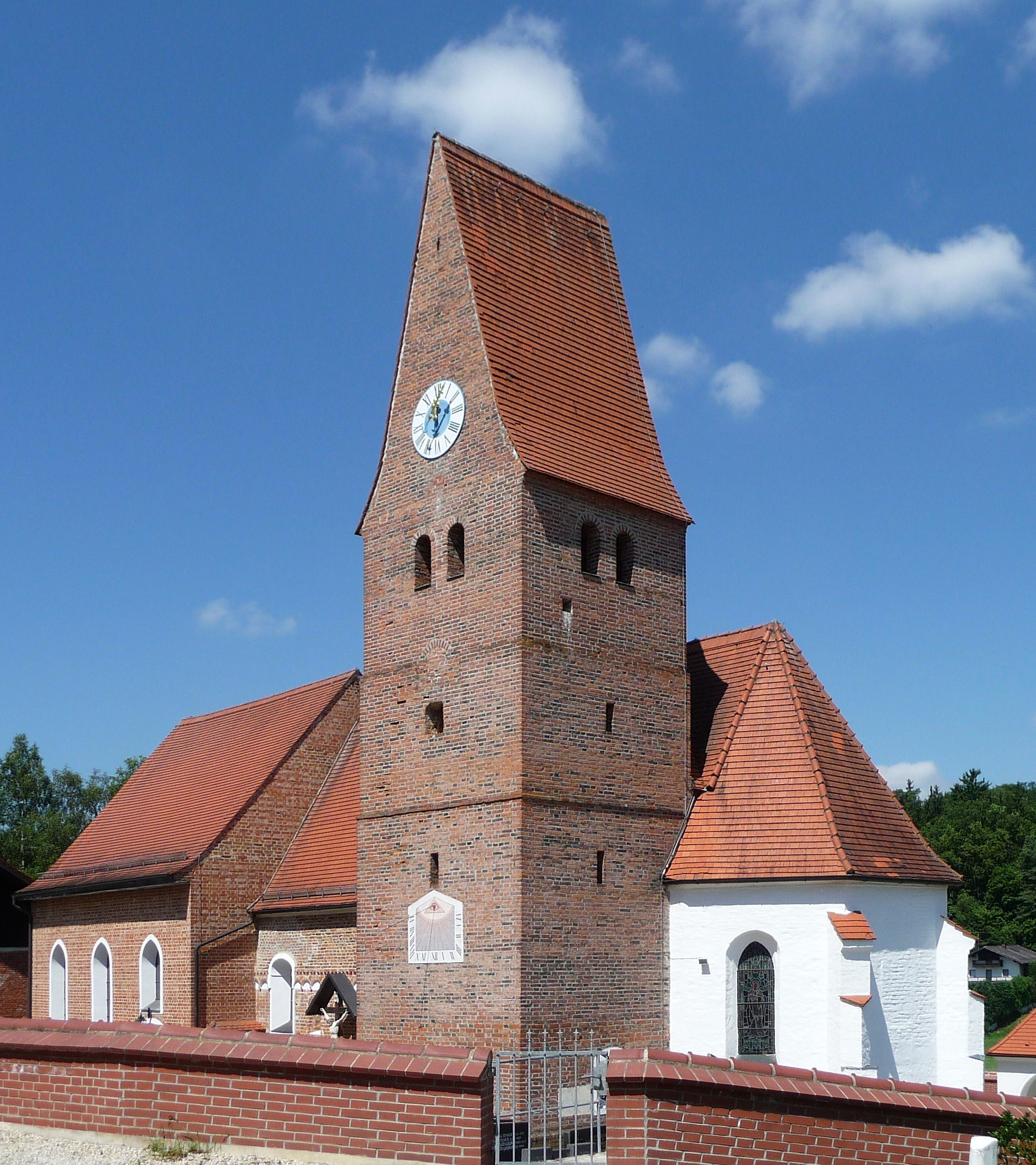
Die Kirche St. Ägidius in Unterzeitlarn

Unterzeitlarn ist ein Gemeindeteil der Gemeinde Schönau im niederbayerischen Landkreis Rottal-Inn.

## Lage
Das Kirchdorf Unterzeitlarn liegt etwa zwei Kilometer nordöstlich von Schönau an der Staatsstraße 2108, die sich östlich des Ortes mit der Staatsstraße 2112 kreuzt.

## Geschichte
Unterzeitlarn gehörte zur Obmannschaft Schönau im Landgericht Eggenfelden. Mit dem zweiten Gemeindeedikt von 1818 wurde Unterzeitlarn Teil der Gemeinde Peterskirchen bei Schönau. Die seit der zweiten Hälfte des 19. Jahrhunderts Peterskirchen II genannte Gemeinde wurde mit Verordnung vom 24. Februar 1862 aus dem Landgericht Eggenfelden gelöst und in das neu gebildete Landgericht Arnstorf eingegliedert. Mit der Aufhebung des Amtsgerichtes Arnstorf am 15. Juni 1943 gehörte die Gemeinde zum Amtsgericht Eggenfelden. Mit Urkunde vom 30. Januar 1952 wurde der Gemeindename von Peterskirchen II in Unterzeitlarn geändert. Im Zuge der Gebietsreform wurde die Gemeinde Unterzeitlarn am 1. Januar 1972 in die neue Gemeinde Schönau integriert.
Die Expositur Unterzeitlarn wurde 1928 errichtet.

## Sehenswürdigkeiten
- Die Kirche St. Ägidius besitzt ein spätromanisches Langhaus aus dem 13. Jahrhundert. Chor und Turm sind spätgotisch und stammen aus dem 15. Jahrhundert. Die Kirche wurde in jüngerer Zeit nach Westen verlängert. Die Ausstattung ist spätbarock.

## Vereine
- Freiwillige Feuerwehr Unterzeitlarn, gegründet am 15. November 1908
- Feuerwehrkapelle Unterzeitlarn, besteht seit Januar 1981
- KSK Unterzeitlarn
- KLJB Furth / Unterzeitlarn